# Emily Ford
Emily Ford (Holmes Chapel, 8 de novembro de 1994) é uma remadora britânica.

## Carreira
Em agosto de 2022, conquistou duas medalhas de prata no Campeonato Europeu, uma no double scull e outra no oito com. No ano seguinte, na Europa em 2023, a equipe de oito pessoas da qual ela fazia parte manteve a medalha de prata, enquanto seu barco double scull terminou em 5º.
Nos Jogos Olímpicos de Verão de 2024, em Paris, conquistou a medalha de bronze na competição de oito com feminino, ao lado de Annie Campbell-Orde, Holly Dunford, Lauren Irwin, Heidi Long, Rowan McKellar, Eve Stewart, Harriet Taylor e Henry Fieldman com o tempo de 5:59.51.